# Abdón Porte
Abdón Porte  (Durazno, 1893 - Montevideo, 5 de marzo de 1918) fue un futbolista uruguayo. Se desempeñaba en la posición de mediocampista defensivo. Es uno de los ídolos del Club Nacional de Football. Tras notar que su desempeño en el club estaba decayendo, viendo que ya su rendimiento no era el mismo, decidió quitarse la vida en el Gran Parque Central.

## Biografía
Nació en el barrio Libertad de la ciudad de Durazno. "El Indio", como también era conocido, fue múltiple campeón tanto en el plano nacional como internacional con el Club Nacional de Football y además campeón de la Copa América de 1917 con la selección uruguaya. Se suicidó el 5 de marzo de 1918 tras dispararse un tiro con arma de fuego en el círculo central del Estadio Gran Parque Central del Club Nacional de Football, en un hecho muy recordado por la afición deportiva de Uruguay, calificando su historia como leyenda.

### Carrera futbolística

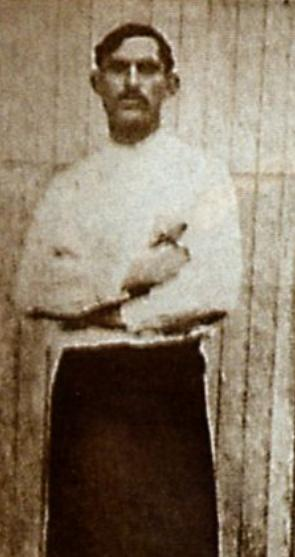
Porte vistiendo la camiseta de Nacional.

Llegó en 1908 a Montevideo desde el departamento de Durazno, logrando comenzar su carrera deportiva en la capital de Uruguay, en el equipo de Colón Fútbol Club, para luego pasar al extinto club Libertad. De allí emigró al Club Nacional de Football, donde debutó el 12 de marzo de 1911 en la posición de lateral derecho frente al club Dublin. Jugó su último partido contra el Charley con victoria por 3:1 para Nacional el día anterior a quitarse la vida.
En Nacional, Porte fue titular indiscutido, portador de la cinta de capitán, defendiendo la camiseta tricolor. Se caracterizaba como un jugador aguerrido y de gran temperamento, de buen juego aéreo y con grandes dotes de marca y de colaboración en las tareas defensivas y de recuperación. Jugó 207 partidos con Nacional y obtuvo diecinueve títulos a nivel local e internacional.
Xosé de Enríquez, en su libro Hacia el campo van los albos, escribía sobre El Indio:

«...era un lungo rústico, flaco, 'morochón y peloduro' que procedía del 2, de Libertad, si bien había sido Colón el Club que lo trajo a la Capital...»
—Xosé de Enríquez

Por su parte Luis Scapinachis en el libro Gambeteando frente al gol: Anécdotas y relatos deportivos, contaba:

«Era un típico hombre defensivo de estilo combativo; tenaz 'centre-half' de un período brillante del fútbol oriental. Abdón Porte era notable, con virtudes y cualidades extraordinarias, defensivas y de colaboración, bien conocidas y recordadas por mucho tiempo, por los aficionados de antaño. Era un muchachón bueno, 'amigo de los amigos'; gauchazo para hacer bien. Manso en la cancha aunque lo 'rompieran' a patadas.»
—Luis Scapinachis

### Suicidio
A comienzos de 1918 y en vista a la temporada que comenzaba, la Comisión Directiva del club decidió colocar en su posición al jugador Alfredo Zibechi lo que implicaba que Porte perdía su titularidad en el conjunto tricolor (vale recordar que en aquellas épocas no era común que los clubes contaran con Director Técnico y cuando tenían uno, la importancia y el peso de estos dentro de los clubes eran secundarios). La decisión de la Comisión Deportiva se basaba en que Porte había declinado en su rendimiento. Esto fue algo que el ídolo del club no pudo asimilar.
El 4 de marzo Nacional disputó un encuentro frente al Charley. Nacional ganó por 3 goles a 1 y Porte jugó todo el encuentro con una muy buena actuación.
Como se acostumbraba, por la noche dirigentes y jugadores se reunieron en la sede del club en el centro de Montevideo, para un pequeño festejo.
A la una de la madrugada del 5 de marzo de 1918 Abdón Porte dejó la fiesta y se subió a un tranvía que lo dejó a las puertas del Gran Parque Central, se dirigió al centro de la cancha que él y sus compañeros habían reinaugurado en 1911 (tras un gran incendio que sufriese el escenario) y donde se había consagrado como un verdadero ídolo de Nacional y del fútbol uruguayo, para acabar con su existencia. Tenía tan solo 24 o 25 años y su casamiento con su novia estaba previsto para el día 3 de abril.
Pocas horas después, en la gélida mañana de aquel 5 de marzo el perrito del canchero del club encontró el cuerpo inerte de Porte. El can llevó casi a rastras a su dueño, Severino "el Indio" Castillo, al círculo central de la cancha donde yacía el cuerpo del mediocampista con sangre en el lado izquierdo de su camisa, el revólver con el que se disparó en el corazón y dos cartas dentro de un sombrero de paja: una dirigida al presidente de Nacional y otra a un pariente.
En la primera misiva, Porte se dirigió a José María Delgado en los siguientes términos:

«Querido Doctor  José María Delgado. Le pido a usted y demás compañeros de Comisión que hagan por mí como yo hice por ustedes: hagan por mi familia y por mi querida madre. Adiós querido amigo de la vida.»
—Abdón Porte

Además, debajo de su firma recordó a su querido Nacional:

«Nacional aunque en polvo convertido / y en polvo siempre amante. / No olvidaré un instante / lo mucho que te he querido. / Adiós para siempre.»

Como también de los hermanos Céspedes, históricas leyendas del club que habían fallecido trece años atrás víctima de la viruela:

«En el Cementerio de la Teja con Bolívar y Carlitos.»

Todo Uruguay fue conmovido con la noticia del suicidio de Porte. Sus compañeros llevaron flores, custodiaron el féretro durante todo el velatorio, firmaron un pésame colectivo para entregárselo a sus deudos y llevaron las fajas de la carroza fúnebre antes de dejarlo en el Cementerio de La Teja, junto a los hermanos Céspedes. Eusebio Céspedes, el padre de Bolívar y Carlos, hizo posible su entierro junto a sus amigos.
El Montevideo Wanderers ofreció jugar un encuentro a beneficio de los deudos y pidió que ese día no se jugara ningún encuentro, Peñarol y el Charley mandaron coronas, y las instituciones de la liga se solidarizaron con Nacional.
Numa Pesquera, un dirigente del club, reflexionó: «Nacional era su ideal, lo amaba como el creyente a su fe, como el patriota a su bandera».

## Homenajes y repercusiones literarias
Este acontecimiento fue la inspiración del escritor uruguayo Horacio Quiroga para escribir el cuento corto que llamó «Juan Polti», publicado en 1918 en la Revista Atlántida de Buenos Aires, Argentina. Además, es recogido por otro escritor oriental, Eduardo Galeano en su libro «El fútbol a sol y sombra», bajo el título de «Muerte en la cancha».
El filme Pelota de cuero del argentino Victor Bó está también inspirado la historia de Abdon
Diego Lucero, periodista uruguayo publicó años después un artículo sobre los acontecimientos: 

«Después del partido ante Charley, para la temporada de 1918, la directiva de Nacional decidió correr a Alfredo Zibechi al centro. Porte era reemplazado. Sería un suplente, un hombre de reserva. No pudo soportar el golpe: escribió una carta, marchó al Parque Central y en la vieja cancha en la que tanto brillara, la que fuera teatro de sus máximas proezas, en su puesto, puso fin a su vida (...) Cinco días después Nacional disputó un partido con Wanderers a beneficio de la familia de Porte. Asistimos a ese cotejo en que flotó el recuerdo del “Indio”. Cuando los ojos distraídos dirigían sus miradas hacia el medio eje albo... buscaban a Porte. Allí lo habíamos visto muchas veces; allí se había dormido, allí fue. Acaso la vieja torre del molino sigue mirando hacia allí».
—Diego Lucero.

Luis Scapinachis, exjugador de fútbol y amigo de Porte sentenció:

«¿Por qué se mató? Porque anidaba en su corazón y en todo su ser el deseo de vestir siempre la tricolor, y cuando empezaron a flaquearle las piernas cargadas de victoria, ante la cruel perspectiva de ser eliminado del conjunto, optó por eliminarse.»
—Luis Scapinachis.

Nacional denominó Abdón Porte a la tribuna oeste del Gran Parque Central. En los partidos jugados en el Gran Parque Central se puede ver en su tribuna una bandera que reza «Por la sangre de Abdón» y se puede presenciar el rostro del ídolo. Además se puede ver en la bandera gigante hecha con la contribución de los hinchas. El 5 de marzo de 2008 el Correo Uruguayo emitió un sello en su honor. El 18 de agosto de 2013 la hinchada de Nacional realizó un mosaico en la tribuna Atilio García en la que se veía el rostro de Abdón Porte.

## Selección nacional
En 1917 estuvo en el plantel que ganó la Copa América en Uruguay.

### Participaciones en Copa América
| Copa              | Sede    | Resultado |
| ----------------- | ------- | --------- |
| Copa América 1917 | Uruguay | Campeón   |

## Clubes
| Club     | País    | Año       |
| -------- | ------- | --------- |
| Colón    | Uruguay | 1910      |
| Libertad | Uruguay | 1911      |
| Nacional | Uruguay | 1911-1918 |

## Palmarés

### Campeonatos nacionales
| Título                          | Club     | País    | Año  |
| ------------------------------- | -------- | ------- | ---- |
| Copa Competencia                | Nacional | Uruguay | 1912 |
| Primera División de Uruguay     | Nacional | Uruguay | 1912 |
| Copa Competencia (2)            | Nacional | Uruguay | 1913 |
| Copa de Honor                   | Nacional | Uruguay | 1913 |
| Copa Competencia (3)            | Nacional | Uruguay | 1914 |
| Copa de Honor (2)               | Nacional | Uruguay | 1914 |
| Copa Competencia (4)            | Nacional | Uruguay | 1915 |
| Primera División de Uruguay (2) | Nacional | Uruguay | 1915 |
| Copa de Honor (3)               | Nacional | Uruguay | 1915 |
| Primera División de Uruguay (3) | Nacional | Uruguay | 1916 |
| Copa de Honor (4)               | Nacional | Uruguay | 1916 |
| Primera División de Uruguay (4) | Nacional | Uruguay | 1917 |
| Copa de Honor (5)               | Nacional | Uruguay | 1917 |

### Copas internacionales
| Título                                  | Club                 | País                 | Año  |
| --------------------------------------- | -------------------- | -------------------- | ---- |
| Copa Competencia Chevallier Boutell     | Nacional             | Uruguay              | 1913 |
| Copa Competencia Chevallier Boutell (2) | Nacional             | Uruguay              | 1915 |
| Copa de Honor Cousenier                 | Nacional             | Uruguay              | 1915 |
| Copa de Honor Cousenier (2)             | Nacional             | Uruguay              | 1916 |
| Copa Aldao                              | Nacional             | Uruguay              | 1916 |
| Copa de Honor Cousenier (3)             | Nacional             | Uruguay              | 1917 |
| Copa América                            | Selección de Uruguay | Selección de Uruguay | 1917 |